# Сливенці
Сли́венці (болг. Сливенци) — село в Добрицькій області Болгарії. Входить до складу общини Добричка.

## Населення
За даними перепису населення 2011 року у селі проживали 227 осіб.
Національний склад населення села:
| Національність   | Кількість осіб | Відсоток |
| ---------------- | -------------- | -------- |
| цигани           | 135            | 59,5%    |
| турки            | 60             | 26,4%    |
| болгари          | 29             | 12,8%    |
| інша             | 0              | 0%       |
| не визначились   | 3              | 1,3%     |
| Всього відповіли | 227            |          |

Розподіл населення за віком у 2011 році:
Динаміка населення: